# 10 de 8
El 10 de 8 és un castell format per 8 pisos d'alçada i 10 persones per pis. El pom de dalt del castell està format per tres parelles de dosos, tres acotxadors i un o tres enxanetes.

## Història
Va ser intentat per primer cop a la història el 27 d'octubre del 2019 a Sitges pels Castellers de Vilafranca. Després d'un primer intent desmuntat, al segon intent el van descarregar. Tant l'intent desmuntat com el castell descarregat van ser fets amb una sola enxaneta.

### Cronologia
La següent taula mostra una cronologia de tots els intents de 10 de 8 fets fins a l'actualitat. Hi figuren les colles que l'han intentat, la data, la diada, la plaça, el resultat del castell, els altres castells intentats en l'actuació i un comentari de cada una de les temptatives.
| \| Núm. \| Colla \| Data \| Diada \| Plaça \| Resultat \| Actuació \| Notes \| \| ---- \| ------------------------ \| -------------------- \| ---------------------------------------------------- \| -------------------------------- \| ---------------- \| ------------------------------------------------ \| ----------------------------------------------------------------------------------------------------------------------------------- \| \| 1 \| Castellers de Vilafranca \| 27 d'octubre de 2019 \| XXVII Diada de la Colla Jove de Castellers de Sitges \| Plaça del Cap de la Vila, Sitges \| Intent desmuntat \| 3de9f(id), 3de9f, 4de9f, 10de8(id), 10de8, Pde7f \| Primer intent de 10de8 de la història. Primer intent de 10de8 dels Castellers de Vilafranca. Primer intent de 10de8 a Sitges. \| \| 2 \| Castellers de Vilafranca \| 27 d'octubre de 2019 \| XXVII Diada de la Colla Jove de Castellers de Sitges \| Plaça del Cap de la Vila, Sitges \| Descarregat \| 3de9f(id), 3de9f, 4de9f, 10de8(id), 10de8, Pde7f \| Primer 10de8 descarregat de la història. Primer 10de8 descarregat dels Castellers de Vilafranca. Primer 10de8 descarregat a Sitges. \| |                          |                      |                                                      |                                  |                  |                                                  | |
| Núm. | Colla                    | Data                 | Diada                                                | Plaça                            | Resultat         | Actuació                                         | Notes |
| 1 | Castellers de Vilafranca | 27 d'octubre de 2019 | XXVII Diada de la Colla Jove de Castellers de Sitges | Plaça del Cap de la Vila, Sitges | Intent desmuntat | 3de9f(id), 3de9f, 4de9f, 10de8(id), 10de8, Pde7f | Primer intent de 10de8 de la història. Primer intent de 10de8 dels Castellers de Vilafranca. Primer intent de 10de8 a Sitges.       |
| 2 | Castellers de Vilafranca | 27 d'octubre de 2019 | XXVII Diada de la Colla Jove de Castellers de Sitges | Plaça del Cap de la Vila, Sitges | Descarregat      | 3de9f(id), 3de9f, 4de9f, 10de8(id), 10de8, Pde7f | Primer 10de8 descarregat de la història. Primer 10de8 descarregat dels Castellers de Vilafranca. Primer 10de8 descarregat a Sitges. |

## Estadística
| Resultat              |
| --------------------- |
| Descarregat (D)       |
| Carregat (C)          |
| Intent (I)            |
| Intent desmuntat (ID) |

| Núm.        | Colla                    | Resultats globals | Resultats globals | Resultats globals | Resultats globals | Total | Resultats parcials | Resultats parcials | Resultats parcials |
| Núm.        | Colla                    | D                 | C                 | I                 | ID                | Total | Assolit (D+C)      | No assolit (I+ID)  | Caigudes (C+I)     |
| ----------- | ------------------------ | ----------------- | ----------------- | ----------------- | ----------------- | ----- | ------------------ | ------------------ | ------------------ |
| 1           | Castellers de Vilafranca | 1                 | 0                 | 0                 | 1                 | 2     | 1                  | 1                  | 0                  |
| Total       | Total                    | 1                 | 0                 | 0                 | 1                 | 2     | 1                  | 1                  | 0                  |
| Percentatge | Percentatge              | 50%               | 0%                | 0%                | 50%               | 100%  | 50%                | 50%                | 0%                 |